# Klasea integrifolia
Klasea integrifolia là một loài thực vật có hoa trong họ Cúc. Loài này được (Vahl) Greuter mô tả khoa học đầu tiên năm 2005.